# Andrea Abodi
Andrea Abodi (n. 7 martie 1960, Roma, Italia) este un politician italian.